# Big Music
Big Music è il sedicesimo album in studio del gruppo musicale britannico Simple Minds, pubblicato nell'ottobre 2014.

## Tracce
1. Blindfolded – 5:23 (Jim Kerr, Charlie Burchill)
2. Midnight Walking – 3:54 (Kerr, Burchill, Andy Gillespie)
3. Honest Town – 4:46 (Iain Cook, Kerr, Burchill)
4. Big Music – 4:12 (Kerr, Burchill, Gillespie)
5. Human – 3:42 (Kerr, Burchill)
6. Blood Diamonds – 4:21 (Cook, Kerr, Burchill)
7. Let the Day Begin – 5:10 (Michael Been)
8. Concrete and Cherry Blossom – 3:33 (Kerr, Burchill)
9. Imagination – 3:41 (Kerr, Burchill)
10. Kill or Cure – 4:12 (Paul Statham, Kerr, Burchill)
11. Broken Glass Park – 4:41 (Owen Parker, Kerr, Burchill)
12. Spirited Away – 4:08 (Parker, Kerr, Burchill)

## Formazione
- Jim Kerr - voce
- Charlie Burchill - chitarra, tastiere
- Mel Gaynor - batteria
- Andy Gillespie - tastiere, cori
- Ged Grimes - basso